# Seattle Storm (voetbal)
Seattle Storm is een voormalige Amerikaanse voetbalclub uit Seattle, Washington. De club werd opgericht in 1985 en opgeheven in 1995. De club speelde vier seizoenen in de Western Soccer Alliance, één seizoen in de American Professional Soccer League en drie seizoenen in de Pacific Coast Soccer League. In 1988 werd het kampioenschap behaald.

## Naamswijzigingen
In de seizoenen die de club heeft gespeeld, heeft de club een aantal namen gehad.
| Seizoenen | Naam             | Bijzonderheid |
| --------- | ---------------- | ------------- |
| 1985-1986 | FC Seattle       | Oprichting    |
| 1987      | FC Seattle Storm |               |
| 1988-1990 | Seattle Storm    |               |
| 1993-1996 | FC Seattle Storm |               |

## Erelijst
- Western Soccer Alliance
  - Winnaar (1): 1988